# 木山英雄
木山 英雄（きやま ひでお、1934年4月20日 - ）は、日本の中国文学者、一橋大学名誉教授。
東京市荒川区日暮里生まれ。東京都立上野高等学校卒。1957年、東京大学文学部中国文学科卒。1960年、同大学院修士課程修了、同助手。1966年埼玉大学教養部講師、1967年助教授。1969年一橋大学商学部助教授、1977年教授、1981年一橋大学社会学部教授。1991年から1993年まで社会学部長。1998年定年退官、名誉教授、神奈川大学外国語学部教授、2005年同退職。
近現代中国文学、特に周作人が専門。指導学生に加藤栄など。

## 著書
- 『北京苦住庵記 日中戦争時代の周作人』筑摩書房, 1978
- 『周作人「対日協力」の顛末 補注『北京苦住庵記』ならびに後日編』岩波書店, 2004
- 『人は歌い人は哭く大旗の前 漢詩の毛沢東時代』岩波書店, 2005

## 編共著
- 『西順蔵著作集 別巻.西順蔵人と学問』編. 内山書店, 1995
- 『言語文化研究 2』傳田章共編著. 放送大学, 2002

## 翻訳
- 周作人『日本文化を語る』筑摩書房、1973
- 裘士雄ほか『魯迅の紹興 江南古城の風俗誌』岩波書店、1990
- 周作人『日本談義集』編訳 平凡社〈東洋文庫〉、2002

## 参考
- 一橋大学名誉教授木山英雄略歴 - 一橋論叢, 122(2): 337-338

## 学部リンク
- 木山英雄 - researchmap
- 木山英雄 - J-GLOBAL
- 木山英雄 - KAKEN 科学研究費助成事業データベース